# نناد بلیسا
نناد بلیسا (انگلیسی: Nenad Bjelica؛ تلفظ در کرواتی: [něnaːd bjělitsa]؛ زادهٔ ۲۰ اوت ۱۹۷۱)  بازیکن فوتبال سابق در پست هافبک میانی و سرمربی کنونی فوتبال اهل کرواسی است.
وی همچنین در تیم‌های ملی فوتبال زیر ۲۱ سال کرواسی و کرواسی بازی کرده‌ است.